# Махикенг
Махикенг (на африкаанс: Mahikeng), до 2010 г. Мафикенг (Mafikeng), до 1980 г. Мафекинг (Mafeking), е град, столица на Северозападната провинция в ЮАР. Населението на града е 49 300 души (2001).

## История
В миналото районът на града е обитаван от племената тсвана. През 1880 година британски колонисти закупуват земя и основават селището.
По времето на Втората бурска война в града е разположен гарнизон под командването на Робърт Бейдън-Пауъл, обсаден от бурите (октомври 1899 – май 1900).

## География
Градът е на 1500 метра надморска височина, разположен на брега на река Молопо, на границата с Ботсвана, Намира се на 1400 км от Кейптаун и 260 км от Йоханесбург.